# Anelytra eunigrifrons
Anelytra eunigrifrons är en insektsart som beskrevs av Sigfrid Ingrisch 1998. Anelytra eunigrifrons ingår i släktet Anelytra och familjen vårtbitare. Inga underarter finns listade i Catalogue of Life.